# Hexomino

Cele 35 de hexominouri libere

În geometrie un hexomino este un poliomino compus din șase pătrate conectate ortogonal (latură la latură, nu doar la colțuri). Numele acestui tip de figură este format cu prefixul hex[a]-.
Atunci când rotațiile și reflexiile nu sunt considerate a fi forme distincte, există 35 de hexominouri diferite libere. Când reflexiile sunt considerate distincte, există 60 de hexominouri unilaterale. Când rotațiile sunt și ele considerate distincte, există 216 hexominouri fixe.

## Simetrie
Figura de mai sus prezintă toate cele 35 de hexominouri libere posibile, colorate în funcție de grupurile de simetrie:
- Cele douăzeci de hexominouri gri nu au simetrie. Grupul lor de simetrie constă numai din transformarea identică.
- Cele șase hexominouri roșii au o axă de simetrie în oglindă paralelă cu liniile grilei. Grupul lor de simetrie are două elemente, identitatea și o reflexie față de o dreaptă paralelă cu laturile pătratelor.
- Cele două hexominouri verzi au o axă de simetrie în oglindă la 45° față de liniile grilei. Grupul lor de simetrie are două elemente, identitatea și o reflexie pe diagonală.
- Cele cinci hexominouri albastre au simetrie față de centru și simetrie de rotație de ordinul 2. Grupul lor de simetrie are două elemente, identitatea și rotația de 180°.
- Cele două hexominouri violet au două axe de simetrie în oglindă, ambele paralele cu liniile grilei (deci o axă orizontală și una verticală). Grupul lor de simetrie are patru elemente. Este grupul diedral de ordinul 2, cunoscut și sub numele de grupul lui Klein.

Dacă reflexiile unui hexomino sunt considerate distincte, așa cum sunt în cazul hexominourilor unilaterale, atunci prima și a patra categorie de mai sus s-ar dubla fiecare în dimensiune, rezultând 25 de hexomino în plus pentru un total de 60. Dacă rotațiile sunt, de asemenea, considerate distincte, atunci hexominourile din prima categorie se numără de opt ori, cele din următoarele trei categorii se numără de patru ori, iar cele din ultima categorie se numără de două ori. Rezultă 20 × 8 + (6 + 2 + 5) × 4 + 2 × 2 = 216 hexominouri fixe.

## Împachetări și pavări
Oricare dintre cele 35 de hexominouri satisface criteriul Conway; prin urmare, oricare hexomino poate pava planul.
Deși un set complet de 35 de hexominouri are un total de 210 pătrate, nu este posibil să fie împachetate într-un dreptunghi. (Un astfel de aranjament este posibil cu cele 12 pentominouri, care pot fi împachetate în oricare dintre dreptunghiurile 3 × 20, 4 × 15, 5 × 12 și 6 × 10.) O modalitate simplă de a demonstra că o astfel de împachetare a hexominourilor nu este posibilă se face prin argumentul parității. Dacă hexominourile sunt plasate pe un model de tablă de șah, atunci 11 dintre hexominouri vor acoperi un număr par de pătrate negre (fie 2 albe și 4 negre sau invers), iar celelalte 24 de hexominouri vor acoperi un număr impar de pătrate negre (3 albe și 3 negre). În general, un număr par de pătrate negre va fi acoperit în orice aranjament. Totuși, orice dreptunghi de 210 pătrate va avea 105 pătrate negre și 105 pătrate albe, prin urmare nu poate fi acoperit de cele 35 de hexominouri.
Totuși, există alte figuri simple de 210 pătrate care pot fi pavate cu hexominouri. De exemplu, un pătrat de 15 × 15 cu un dreptunghi de 3 × 5 îndepărtat din centru are 210 pătrate. Cu colorarea în șah, are 106 pătrate albe și 104 negre (sau invers), astfel încât paritatea nu împiedică o împachetare, iar împachetarea este într-adevăr posibilă. Este, de asemenea, posibil ca două seturi de piese să se potrivească într-un dreptunghi cu 420 de pătrate, sau ca setul de 60 de hexominouri cu o singură față (dintre care 18 acoperă un număr par de pătrate negre) să fie împachetat într-un dreptunghi cu 360 de pătrate.

## Desfășurate ale cubului

Cele 11 desfășurate ale unui cub

O desfășurată a  unui cub este neapărat un hexomino, cele 11 hexominouri din imaginea din dreapta fiind de fapt desfășurate ale cubului. În imagine ele apar colorate în funcție de grupurile lor de simetrie.
O desfășurată a cubului nu poate conține O-tetromino, nici I-pentomino, U-pentomino sau V-pentomino.